# Sivas (rapper)
Sivas, pseudonimo di Siavash Memaran-Torbati (in persiano سیواس تربتی‎; Teheran, 16 dicembre 1984), è un rapper iraniano naturalizzato danese.

## Biografia
Cresciuto nel Brøndby Strand Sogn, Sivas ha fatto il suo esordio discografico nel 2016 con l'album in studio Familie før para, certificato platino dalla IFPI Danmark e classificatosi 5º nella Hitlisten. È stato il vincitore del Danish Music Award al solista danese dell'anno.
I dischi successivi Ultra (2018) e Contra (2019) hanno entrambi raggiunto la vetta della classifica nazionale, ottenendo rispettivamente uno e due dischi di platino dal ramo danese dell'International Federation of the Phonographic Industry. La sua hit più popolare è stata Out, certificata triplo platino con oltre 270 000 unità vendute.
Ha ricevuto la nomination per l'MTV Europe Music Award al miglior artista danese in due occasioni, una nel 2014 e l'altra nel 2018.

## Discografia

### Album in studio
- 2016 – Familie før para
- 2018 – Ultra
- 2019 – Contra
- 2022 – Forza
- 2025 – R du stadig her 4 mig

### EP
- 2013 – D.a.u.d.a.
- 2014 – D.a.u.d.a. II

### Singoli
- 2013 – Ordet på gaden (Intro)
- 2015 – Jaja
- 2016 – Ritualet
- 2017 – Saucen
- 2017 – Vejen
- 2017 – Sidste timer
- 2018 – Colombiana (feat. Gilli)
- 2018 – Oui (con Node e Gilli)
- 2020 – GoMore (con Larry)
- 2020 – Notorious
- 2020 – Crimewave
- 2020 – Comfy
- 2021 – Ups n Downs
- 2022 – Walou (Generationer) (con Burhan G, Stepz e Outlandish)
- 2022 – Høj på livet
- 2023 – Jeg ka li hvordan du gør det (feat. Artigeardit)

### Collaborazioni
- 2017 – Rica (Gilli feat. Kesi & Sivas)